# Brockzeteler Moor
Das Brockzeteler Moor ist ein Naturschutzgebiet in der niedersächsischen Stadt Aurich im Landkreis Aurich. Sein Name geht auf den Stadtteil Brockzetel zurück, in welchem sich das Moor befindet.
Das Naturschutzgebiet mit dem Kennzeichen NSG WE 179 ist 180 Hektar groß. Es handelt sich um ein weitgehend abgebautes Hochmoorgebiet, auf dem sich Gebüsch sowie Heide und Bentgras angesiedelt hat. Nach der Wiedervernässung kann sich das Moor regenerieren.
Das Gebiet steht seit dem 20. Dezember 1986 unter Naturschutz. Zuständige untere Naturschutzbehörde ist der Landkreis Aurich.